# 대한민국 민법 제462조
대한민국 민법 제462조는 특정물의 현상인도에 대한 민법 채권법 조문이다.

## 조문
제462조(특정물의 현상인도) 특정물의 인도가 채권의 목적인 때에는 채무자는 이행기의 현상대로 그 물건을 인도하여야 한다.

第462條(特定物의 現狀引渡) 特定物의 引渡가 債權의 目的인 때에는 債務者는 履行期의 現狀대로 그 物件을 引渡하여야 한다.

## 참고 문헌
- 오현수, 일본민법, 진원사, 2014. ISBN 9788963463452
- 오세경, 대법전, 법전출판사, 2014 ISBN 9788926210277
- 이준현 , LOGOS 민법 조문판례집, 미래가치, 2015. ISBN 9791155020869
- 김대정. (2013). 特定物債務者의 現狀引渡義務에 관한 연구. 중앙법학, 15(4), 89-142.